# Josep Quinquer i Cortès
Josep Quinquer i Cortès (Súria, Bages, 1851 - Barcelona, Barcelonès, 1905) va ésser un fabricant i un representant del Partit Liberal fundat per Sagasta a Súria.
Fou membre de la Junta Local d'Ensenyament de Súria (1880-1885), batlle de Súria (1893-1901) i cap del Sometent de la comarca del Bages (1894).
Cap a les acaballes del segle xix començà a fer llargues estades a Barcelona, on instal·là una fàbrica de teixits de cotó al Poblenou.
Dins el moviment catalanista, fou designat com a delegat en l'Assemblea de Manresa (1892).